# 7 (In-Extremo-Album)
7 ist das siebte Studioalbum der deutschen Mittelalter-Rock-Band In Extremo.

## Hintergrund
Neben selbstverfassten Werken beinhaltet auch 7 wieder alte Gedichte und Stücke, wie zum Beispiel Erdbeermund oder Albtraum, das eine abgewandelte Version von Der Tantenmörder, einer Moritat von Frank Wedekind, ist. Im Gegensatz zum Vorgänger Sünder ohne Zügel, das Rammstein-Anleihen beinhaltete, fiel 7 rockiger und stilistisch vielfältiger aus. Mit dem Davert-Tanz und Melancholie sind aber auch die Mittelalter-Elemente deutlich hörbar.
Im Stück Sefardim ist zu Beginn Kehlkopfgesang zu hören.

## Rezeption
Michael Edele von Laut.de schrieb, durch die Vielfältigkeit und den Gebrauch verschiedener Sprachen hätten In Extremo „ihren Stil zwar in gewisser Weise beibehalten, jedoch klingt das Album in seiner Ganzheit etwas ziellos und nicht immer richtig schlüssig.“ Er vergab drei von fünf Sternen.

## Titelliste
1. Erdbeermund
2. Sefardim
3. Ave Maria
4. Mein Kind
5. Sagrada Trobar
6. Küss Mich
7. Davert-Tanz
8. Melancholie
9. Albtraum
10. Pferdesegen
11. Nymphenzeit
12. Madre Deus
13. Segel Setzen